# Antoniuskloster Quzhaya
Koordinaten: 34° 16′ 59″ N, 35° 56′ 50″ O

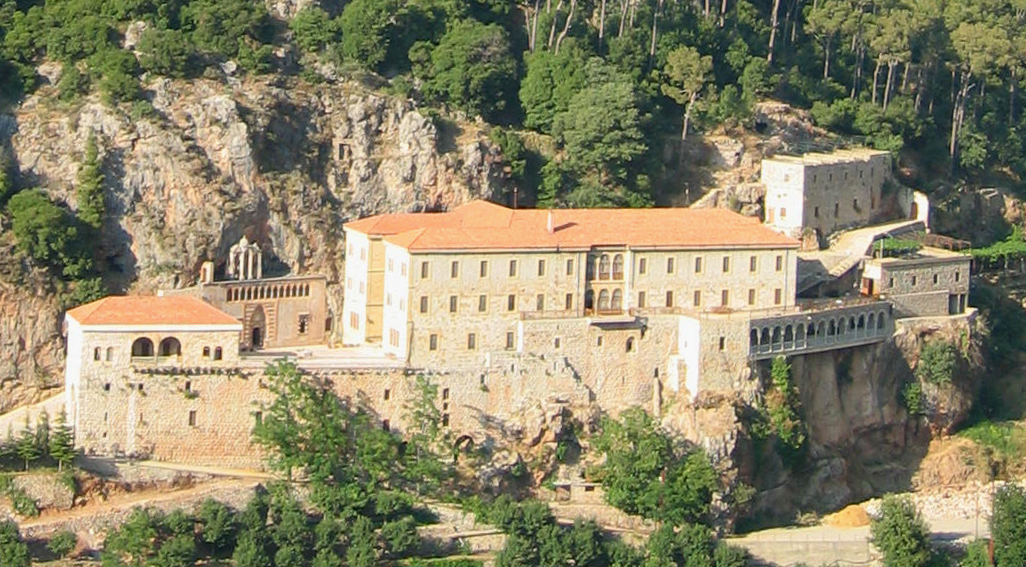
Kloster Qozhaya im Jahre 2003

Das Antoniuskloster Quzhaya (aramäisch ܩܙܚܝܐ ܐܢܛܘܢܝܘܣ; arabisch دير مار أنطونيوس قزحيا Dair Mār Antūniyūs Quzhayā, DMG Dayr Mār Anṭūniyūs Quzḥayā) ist ein Kloster im Libanon. Es liegt im Distrikt Zgharta im Gouvernement Nord-Libanon, 950 Meter über dem Meeresspiegel und gehört zum maronitischen Orden der Baladiten.
Das Kloster ist dem heiligen Antonius dem Großen geweiht und wird gewöhnlich als Kloster Qozhaya bezeichnet; Quzhaya ist der Name des Tales, in dem das Kloster liegt; es ist ein Teil des Wadis Qadischa. Quzhaya ist eines der ältesten Kloster im Wadi Qadischa. Vermutlich seit dem 12. Jahrhundert war es Sitz des maronitischen Patriarchen. Im Jahre 1584 wurde hier die erste Druckpresse im Nahen Osten in Betrieb genommen.
Zu Beginn des 19. Jahrhunderts erlangte das Kloster mit 300 zu ihm gehörenden Mönchen seine größte Bedeutung. Es gehört mit seinen ausgedehnten Besitztümern, unter anderem in Ain al-Baqra und Jedaydeh, heute zu den wohlhabendsten Einrichtungen des Ordens.